# Пако Аєстаран
Пако Аєстаран (ісп. Pako Ayestarán, нар. 5 лютого 1963, Лесо) — іспанський футбольний тренер. З 2020 року очолює тренерський штаб команди «Тондела».

## Кар'єра тренера
Займався в академії «Реал Сосьєдад», проте професійним футболістом не став, натомість у 21-річному віці перейшов на тренерську роботу. Закінчив інститут фізичної культури, після чого працював тренером з фізичної підготовки і викладав на тренерських курсах.
1996 року був запршений до тренерського штабу Рафаеля Бенітеса, новопризначеного головного тренера «Осасуни». Протягом наступного десятиріччя співпрацював з Бенітосом, опікуючись фізичною підготовкою гравців в «Екстремадурі», «Тенерифе», «Валенсії» та «Ліверпулі».
У вересні 2007 року Аєстаран оголосив, що залишає тренерський штаб «Ліверпуля», після чого вони з Бенітесом обмінялися звинуваченнями, пояснюючи причини припинення співпраці. Згодом працював тренером з фізичної підготовки в «Бенфіці» та «Валенсії», був асистентом головного тренера в дубайському «Аль-Аглі».
2013 року розпочав самостійну тренерську кар'єру очоливши тренерський штаб мескиканського «Текос», звідки за рік перебрався до  «Маккабі» (Тель-Авів). На чолі цієї команди 2015 року зробив «золотий дубль», привівши її до перемоги у чемпіонаті і Кубку Ізраїлю.
Того ж 2015 року знову провів деякий час у Мексиці, де тренував команду «Сантос Лагуна», після чого повернувся на батьківщину, де протягом 2016—2017 років працював з «Валенсією» та «Лас-Пальмасом».
Протягом 2018–2019 років тренував свою третю мексиканську команду, «Пачуку», а 2020 року очолив тренерський штаб португальської  «Тондели».

## Титули і досягнення

### Як тренера
- Чемпіон Ізраїлю (1):

«Маккабі» (Тель-Авів): 2014-2015
- Володар Кубка Ізраїлю (1):

«Маккабі» (Тель-Авів): 2014-2015